# Ruaau
Inscrits : 715 (2006)
Ruaau est l'une des trois circonscriptions électorales du district d'Arorangi sur l'île de Rarotonga (îles Cook). Elle est constituée de 4 tapere :
- Pokoinu-i-Raro
- Tokerau
- Inave
- Arerenga

Cette circonscription fut créée en 1981 par l'amendement constitutionnel n°9. Jusqu'alors les 2 sièges de Ruaau et Murienua étaient regroupés dans la circonscription de Puaikura

## Élections de 2004
La victoire revint pour ce scrutin à Vaine Iriano Wichman (CIP) qui devança le candidat sortant Geoffrey Heather (Demo) de plus de 10 points. Ce dernier avait succédé à son épouse, Maria Heather, en août 2003, à la suite du décès de celle-ci. 
| Vaine Iriano Wichman (CIP) | 55,1 % |
| Geoffrey Heather (DP)      | 44,9 % |

## Élections de 2006
Nouveau duel Wichman - Ngati Tanere (famille Heather), William surnommé "smiley" ayant succédé à Geoffrey à la candidature "démo". Cette fois-ci la balance pencha en faveur de ce dernier, alors que la circonscription, une des plus touristiques de l'île, connaît depuis plusieurs années des difficultés environnementales (alimentation en eau, décharges sauvages...),
| Vaine Iriano Wichman (CIP)    | 43,4 % |
| William "Smiley" Heather (DP) | 56,6 % |